# روزفلت (نيوجيرسي)
روزفلت هي إحدى المناطق الإدارية في مقاطعة مونماوث بولاية نيو جيرسي في الولايات المتحدة. وبحسب تعداد الولايات المتحدة لعام 2010 فقد بلغ عدد سكانها 882 نسمة، ما يعكس انخفاضًا بنسبة 51 (-5.5%) من 933 نسمة في تعداد عام 2000، والذي زاد بدوره بنسبة 49 ( + 5.5 %) من 884 ألف في تعداد عام 1990.
أنشئت هذه المنطقة باسم «جيرسي هومستيدز» لتكون سكنية زراعية بموجب قانون صادر عن هيئة نيوجيرسي التشريعية بتاريخ 29 مايو عام 1937، كجزء من بلدية ميلستون. غير اسمها إلى روزفلت اعتبارًا من 9 نوفمبر 1945، بعد إجراء استفتاء قبله بثلاثة أيام على شرف فرانكلين روزفلت الذي توفي في 12 أبريل 1945.
منحت مجلة نيو جيرسي الشهرية منطقة روزفلت المرتبة 12 من بين أفضل الأماكن في تصنيفاتها لعام 2008 في «أفضل الأماكن للعيش» في نيو جيرسي.

## التاريخ

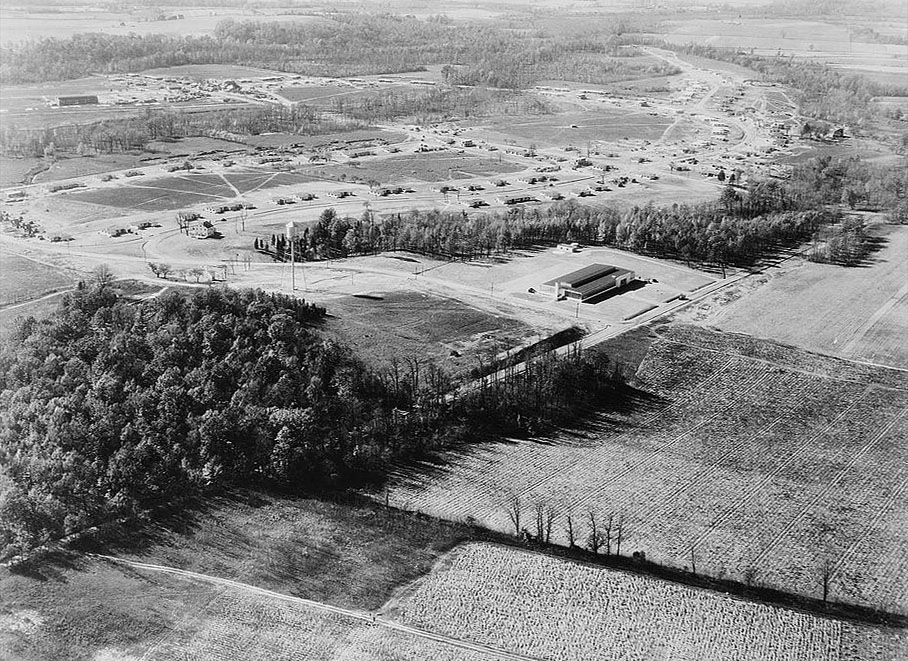
صورة تعود لأواخر ثلاثينيات القرن العشرين لـ"جيرسي هومستيدز"

كانت روزفلت في الأصل زراعية سكنية، حيث أُنشئت خلال فترة الكساد الكبير كجزء من الصفقة الجديدة للرئيس روزفلت، والغرض الرئيسي منها هو إعادة توطين عمال الملابس اليهود.
صورت المنطقة كمشروع تعاوني متكامل فدُمجت الزراعة والصناعة وتجارة التجزئة على أساس تعاوني. يقع المشروع تحت إدارة شؤون إعادة التوطين، ولكن صُمم وخُطط إلى حد كبير من قبل بنيامين براون.
اشترت شركة نيوجيرسي للتوطين الزراعي الأراضي الزراعية في نيوجيرسي الوسطى، وهي شركة مملوكة للحكومة الفيدرالية ولكن تحت سيطرة مجلس إدارة اختيرت من قبل براون. بدأ البناء نحو عام 1936. بعد فترة وجيزة كان هناك 200 منزل ومختلف المرافق العامة في المكان. يتكون اقتصاد المدينة من مصنع للملابس ومزرعة. كانت أهداف المجتمع هي مساعدة السكان على تحسين وضعهم المادي، وإظهار أن الإدارة التعاونية يمكن أن تصلح كتجربة في التدخل الحكومي.
قدم ألبرت أينشتاين دعمه السياسي والمعنوي للمنطقة. عاش الفنان بن شاهن في المدينة ورسم لوحة جدارية يمكن مشاهدتها في مدرسة روزفلت العامة الحالية. تعرض اللوحات الثلاث تاريخ «أراضي جيرسي الزراعية»، بدءًا من أصول أوروبا الشرقية لسكانها اليهود، ومرورهم عبر جزيرة إليس ووضع خطط للمجتمع في روزفلت.
عارض ديفيد دوبنسكي واتحاد عمال الملابس الدولي للسيدات المشروع، قائلين إن وجود منطقة سكنية صناعية ستؤدي إلى فقدان النقابات لسلطتها على الأجور. جاءت المعارضة السياسية من أولئك الذين اعتقدوا أنه قد أُنفقت الكثير من الأموال على المشروع، أيضًا من أولئك الذين عارضوا الصفقة الجديدة بشكل عام.
لم يصمد مشروع نيوجيرسي الصناعية التعاونية خلال الحرب العالمية الثانية و فشل لعدة أسباب.
روزفلت هو معلم تاريخي وهو موضوع الفيلم الوثائقي عام 1983، روزفلت، نيو جيرسي: رؤى يوتوبيا. أُضيفت هذه المنطقة التاريخية في جيرسي إلى سجل الأماكن التاريخية في نيوجيرسي، وإلى السجل الوطني للأماكن التاريخية في عام 1983، بما في ذلك «كل تلك المنطقة داخل حدود الشركات في منطقة روزفلت».

## جغرافية المنطقة
وفقًا لمكتب التعداد السكاني الأمريكي، تبلغ مساحة المنطقة 1.920 ميل مربع (4.972 كيلومتر مربع)، بما في ذلك 1.910 ميل مربع (4.947 كيلومتر مربع) من الأرض و 0.010 ميل مربع (0.026 كيلومتر مربع) من المياه (0.52%).
تقع المنطقة على حدود بلديات مقاطعة مونموث التابعة لبلدية التملك الحر الأعلى في الجنوب الغربي ومدينة ميلستون في الشمال والشرق.

## التركيبة السكانية

### التعداد السكاني لعام 2010
في التعداد السكاني في الولايات المتحدة لعام 2010، كان هناك 882 نسمة، و314 أسرة، و 241.152 عائلة تقيم في المنطقة. بلغت الكثافة السكانية 461.8 لكل ميل مربع (178.3 / كم مربع). كان هناك 327 وحدة سكنية بمتوسط كثافة بلغ 171.2 لكل ميل مربع (66.1 / كم). كان التركيب العرقي للبلدة 92.52% (816) من البيض، 0.91% (8) من السود أو الأمريكيين من أصول أفريقية، 0.00% (0) أمريكي أصلي، 3.17% (28) آسيوي، 0.00% (0) من جزر المحيط الهادي، 1.93% ( 17) من الأعراق الأخرى، و1.47 % (13) من عرقين أو أكثر. من أصل إسباني أو لاتيني من أي عرق آخر شكلوا نسبة 5.90 % (52) من السكان.
كان هناك 314 أسرة منها بنسبة 31.8% لديها أطفال دون سن 18 الذين يعيشون معهم، ونسبة 65.9% كانوا من الأزواج الذين يعيشون معًا، ونسبة 6.1% من الأسرة تكونت من ربة منزل بدون زوج، ونسبة 23.2 % من السكان كانوا أفرادًا بدون أسر. كان نحو 17.5% من جميع الأسر مكونة من أفراد، و 9.6% لديهم شخص يعيش بمفرده بعمر 65 عامًا أو أكبر. بالمتوسط، كان حجم المنازل نحو 2.81 وعدد أفراد الأسرة كان 3.22.
في المنطقة، شكل الأفراد تحت سن 18 نسبة 23.7% من السكان، ونحو7.8% من الفئة العمرية 18 إلى 24، ونحو 17.5 % من الفئة العمرية 25 إلى 44، ونحو 37.3 % من الفئة العمرية 45 إلى 64، ونحو 13.7 % من السكان كانوا بعمر 65 سنة أو أكبر. كان العمر الوسيط للسكان 45.8 سنة. لكل 100 أنثى كان هناك 98.2 من الذكور. لكل 100 أنثى تتراوح أعمارهن بين 18 عامًا وما فوق كان هناك 93.9 من الذكور.
أظهر مسح المجتمع الأمريكي الذي أقامه مكتب التعداد السكاني للعام 2006-2010 أن دخل الأسرة الوسيط (في عام 2010 معدّل حسب التضخم) كان 81000 دولار (بهامش خطأ +/-.35413 دولار) وكان متوسط دخل الأسرة .40686 دولار (+/-11.892 دولار). وكان متوسط دخل الذكور 48.571 دولار (+/-11.433 دولار) مقابل 40.909 دولار (+/-17.307 دولار) للإناث. كان نصيب الفرد من الدخل للمنطقة 86333. دولار (+/-7726. دولار). نحو 4.7% من الأسر و 8.6 % من السكان كانوا تحت خط الفقر، بما في ذلك 13.4% من الذين تقل أعمارهم عن 18 و 6.5% من أولئك الذين تبلغ أعمارهم 65 سنة أو أكثر.

## الحكومة

### الحكومة المحلية
تخضع منطقة روزفلت بموجب نموذج حكومة مقاطعة نيوجيرسي. يتكون مجلس الإدارة من رئيس البلدية ومجلس البلدة الذي يضم ستة أعضاء بالمجلس، مع انتخاب جميع المناصب بشكل عام على أساس حزبي كجزء من الانتخابات العامة في تشرين الثاني. يُنتخب العمدة مباشرة من قبل الناخبين لولاية مدتها أربع سنوات. يتكون مجلس البلدة من ستة أعضاء ينتخبون لمدة ثلاث سنوات على أساس متدرج، مع مقعدين سيخوضان للانتخاب كل عام في دورة مدتها ثلاث سنوات. شكل حكومة المنطقة التي تحكم روزفلت، وهو النظام الأكثر استخدامًا في الدولة؛ حكومة «عمدة ضعيف/ مجلس قوي»، ويتصرف فيها أعضاء المجلس كهيئة تشريعية برئاسة العمدة في الاجتماعات والتصويت فقط في حالة التعادل. يمكن لرئيس البلدية استخدام حق النقض (الفيتو) ضد المراسيم الخاضعة للتجاوز بأغلبية ثلثي أصوات المجلس. يعين العمدة مهام اللجنة ويتصل بأعضاء المجلس، معظم التعيينات من قبل العمدة بناءً على مشورة وموافقة المجلس البلدي.
في 14 أغسطس 2017، استقال العمدة جيف إلينتوك (الذي كان من المقرر أن تنتهي مدة حكمه في ديسمبر 2019)، ورئيس المجلس ستايسي بونا (في عام 2017) وعضو المجلس جيل ليبوتي (2018)، مشيرين إلى النزاعات بين فصائل الحزب الديمقراطي في المنطقة. قدم عضو المجلس، مايكل ل. تيكتين، الذي انتُخب لفترة عضوية تنتهي في عام 2018، استقالته من منصب عضو المجلس في 19 أغسطس، تاركًا أعضاء المجلس الثلاثة الباقين دون اكتمال النصاب القانوني اللازم لممارسة الأعمال الرسمية. كما هو الحال في جميع الحالات التي لا يوجد فيها عدد كافٍ من المسؤولين المنتخبين، سيكون أمام الحاكم كريس كريستي 30 يومًا لتعيين بدائل لملء الشواغر.

## وصلات خارجية
- الموقع الرسمي (بالإنجليزية)